# Liangzhuang (köping i Kina, Shandong)
Liangzhuang (kinesiska: 良庄镇, 良庄) är en köping i Kina. Den ligger i provinsen Shandong, i den östra delen av landet, omkring 81 kilometer söder om provinshuvudstaden Jinan. Antalet invånare är 69986. Befolkningen består av 34 936 kvinnor och 35 050 män. Barn under 15 år utgör 17,0 %, vuxna 15-64 år 72 %, och äldre över 65 år 9,0 %.
Genomsnittlig årsnederbörd är 857 millimeter. Den regnigaste månaden är juli, med i genomsnitt 283 mm nederbörd, och den torraste är januari, med 4 mm nederbörd.